# 다니엘 푸딜
다니엘 푸딜(체코어: ˈdanɪjɛl ˈpuɟɪl, 1985년 9월 27일 ~ )은 체코의 은퇴한 축구 선수이다. 레프트 백과 레프트 윙으로 활약했다.